# Flugplatz Raron

i7
i11
i13
Der private Flugplatz Raron (ICAO-Code LSTA) ist ein ehemaliger Reduitflugplatz und liegt im Schweizer Kanton Wallis auf dem Gebiet der Gemeinde Raron. 
Der Flugplatz liegt in der Talebene der Rhone, 5,5 km westlich von Visp. In unmittelbarer Nachbarschaft befindet sich die Basis Raron der Air Zermatt (ICAO-Code LSER).

## Geschichte
Der Flugplatz wurde im Oktober 1942 als Militärflugplatz eröffnet (ICAO-Code LSMN). Aus jener frühen Zeit stammen die sichtbaren kleinen Splitterschutz-Hangars.
Seit 1977 wird der Flugplatz von der Fluggruppe Oberwallis zivil mitbenutzt. Nach Ende des Kalten Kriegs gab die Schweizer Luftwaffe 1995 den Flugplatz auf, welcher eine unterirdische Flugzeugkaverne aufwies. Am 30. Januar 2002 wurde der Flugplatz Raron mit verkürzter Piste vom Schweizerischen Bundesrat als Zivilflugplatz in den Sachplan Infrastruktur der Luftfahrt aufgenommen.

## Flugbetrieb
In den Jahren 1992 bis 2001 fanden auf dem Flugplatz Raron durchschnittlich 3350 Flugbewegungen pro Jahr statt.

## Bildergalerie

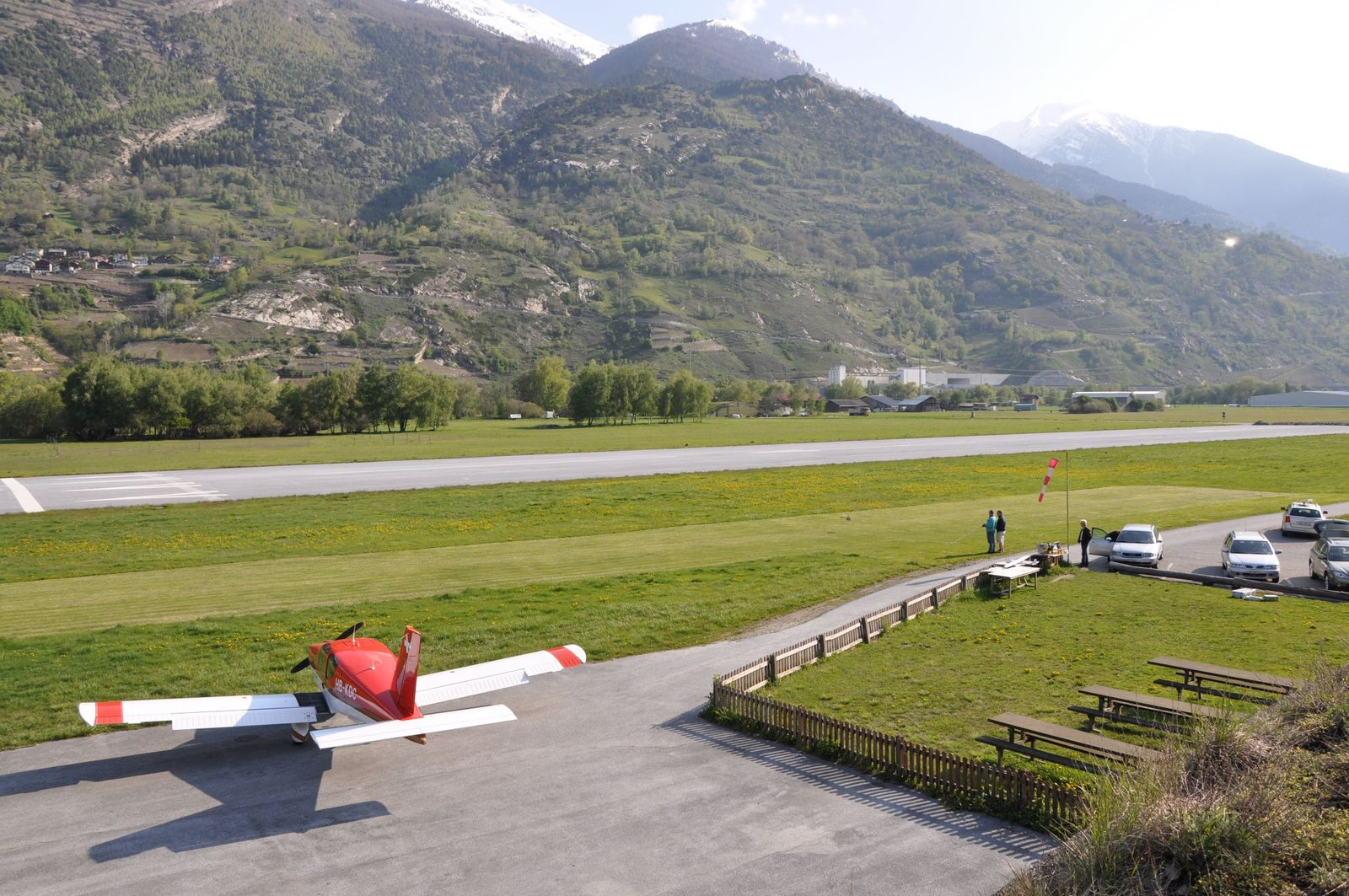
Blick vom Hangar auf den Pistenkopf 28
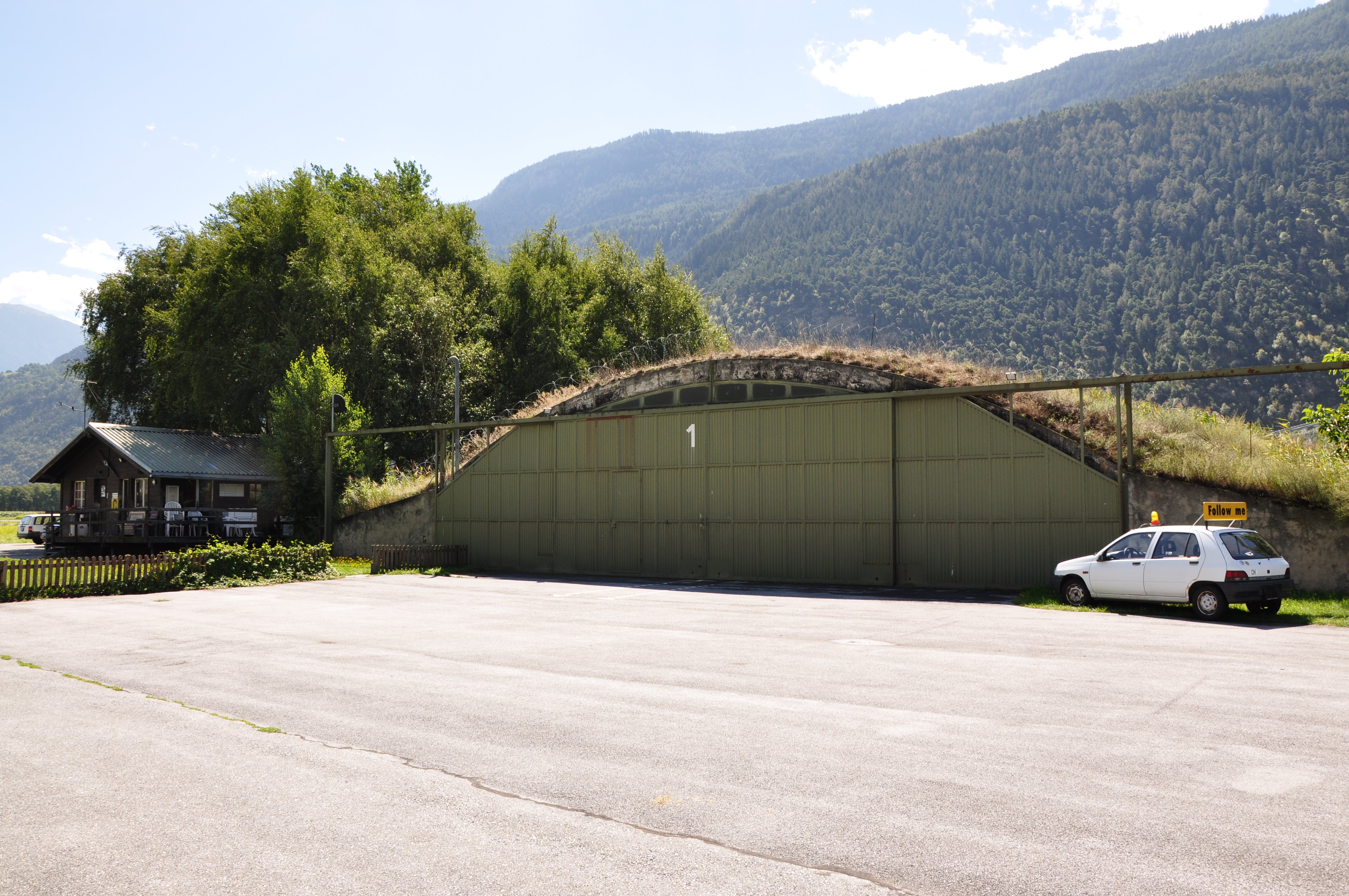
Klubhaus der Fluggruppe Oberwallis und Flugzeughangar 1
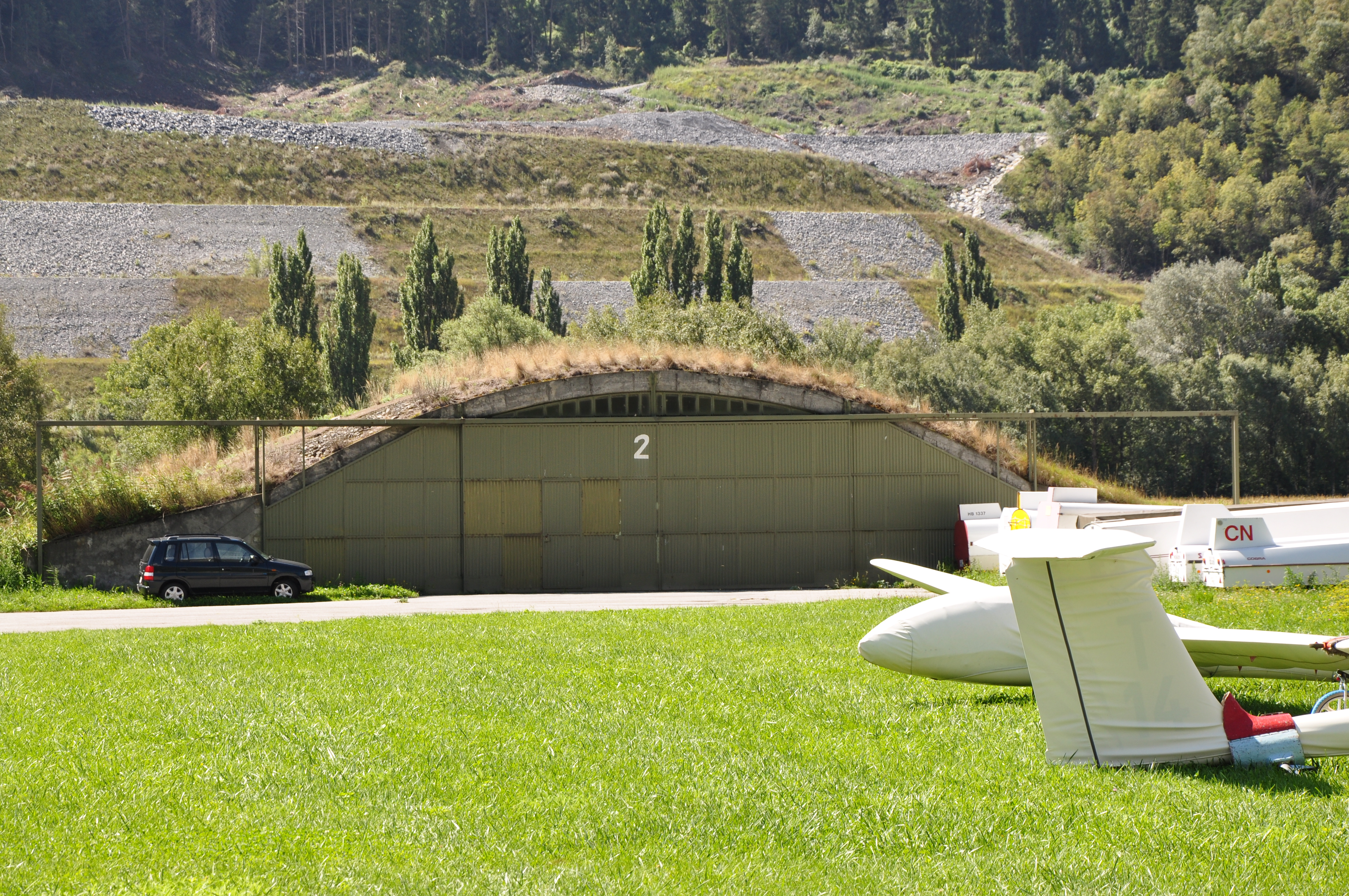
Flugzeughangar 2
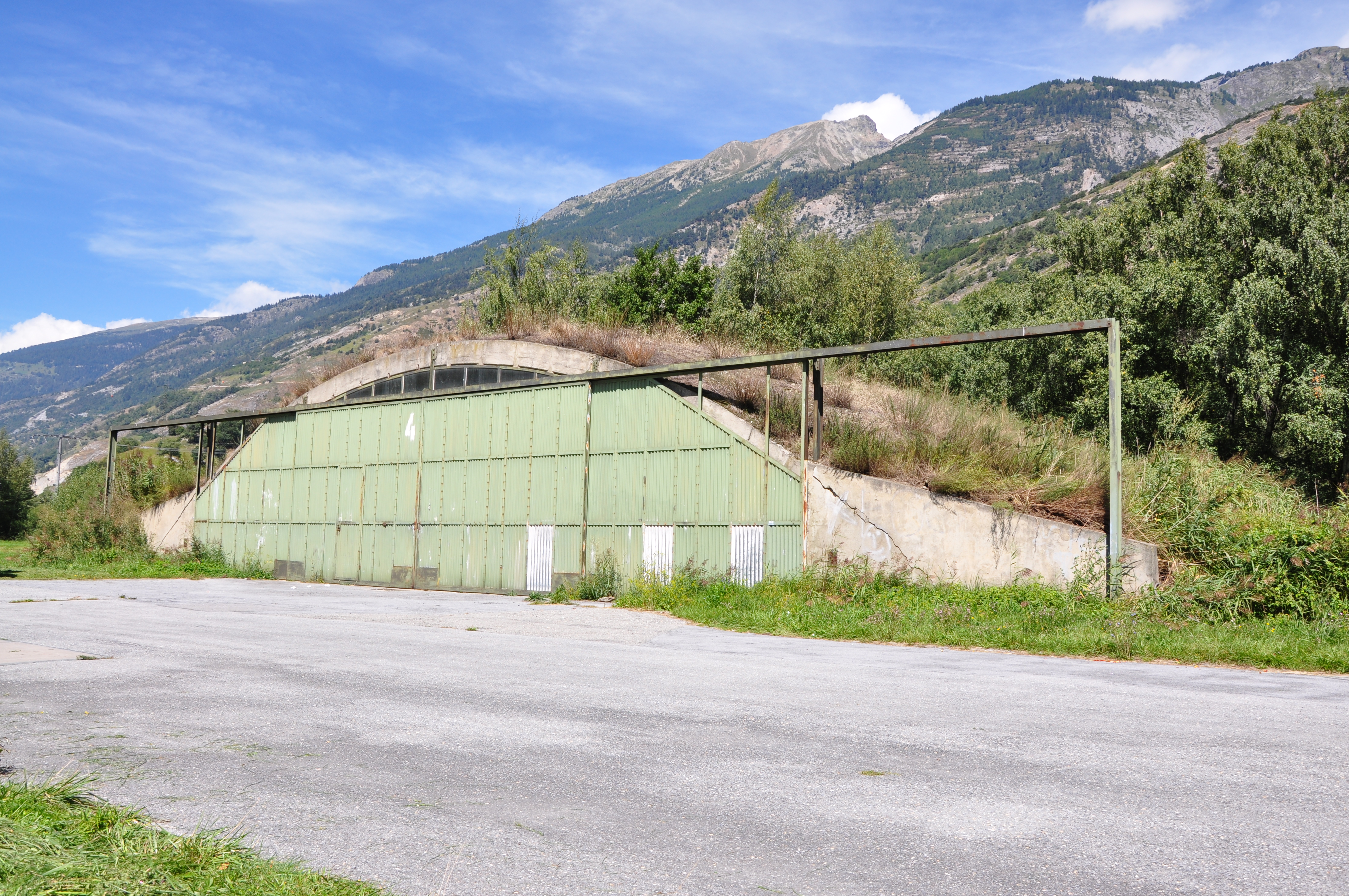
Flugzeughangar 4
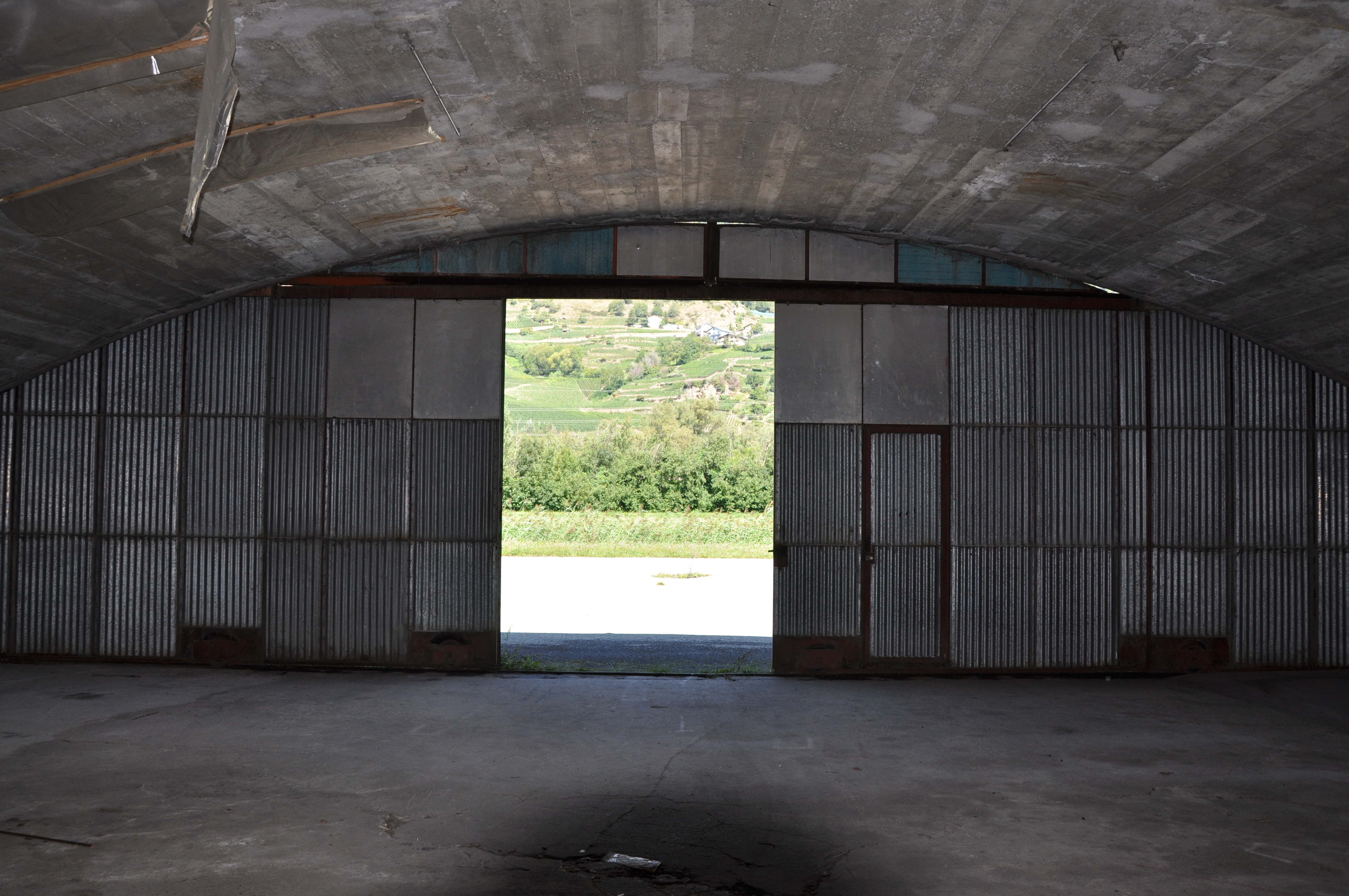
Im Flugzeughangar 5 (geräumt)
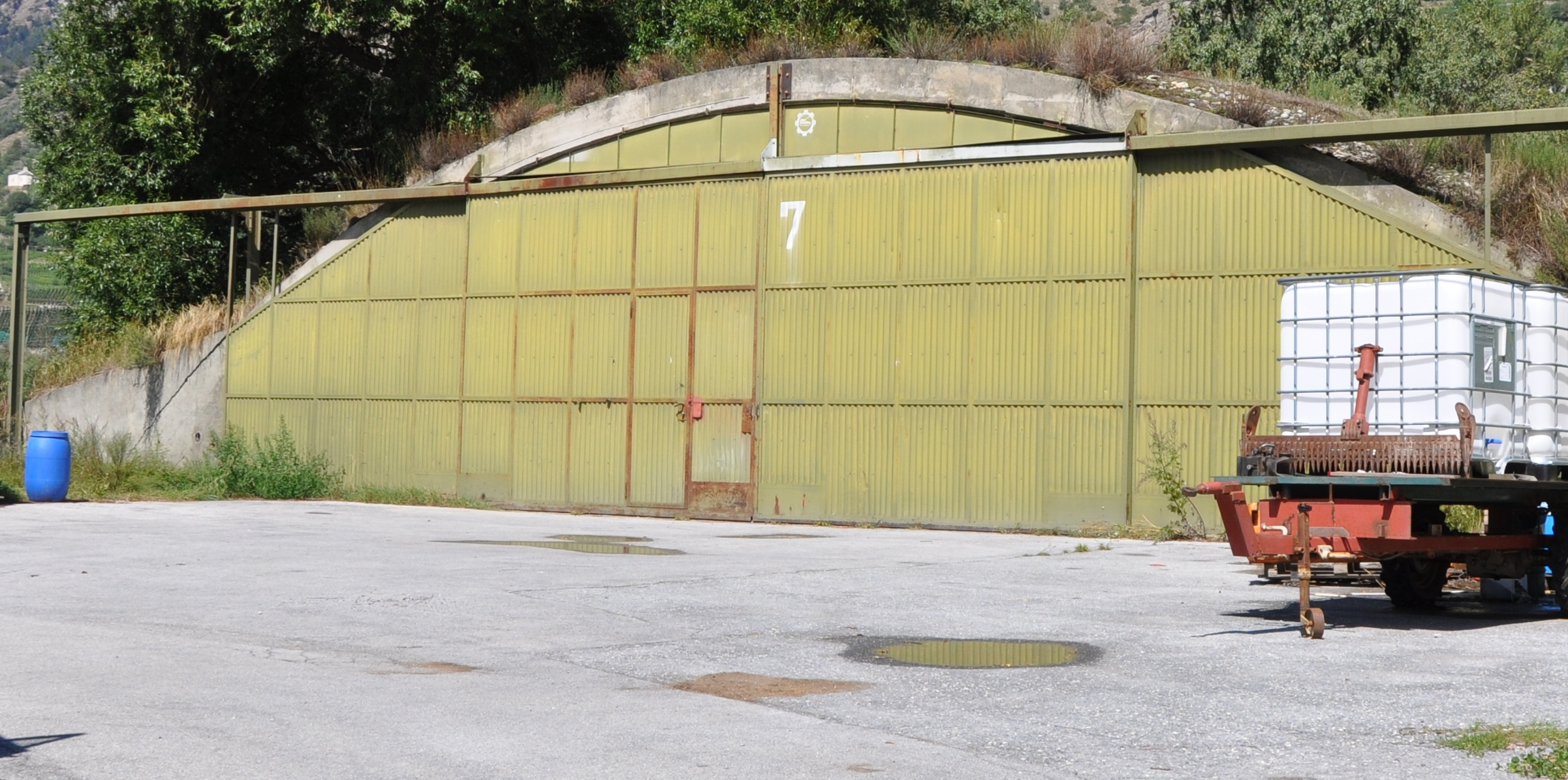
Flugzeughangar 7 mit Emblem über dem Tor